# 高雄型重巡洋艦
高雄型重巡洋艦（たかおがたじゅうじゅんようかん）は大日本帝国海軍の重巡洋艦。同型艦は4隻。昭和2年度艦艇補充計画に基づき建造された。

## 概要

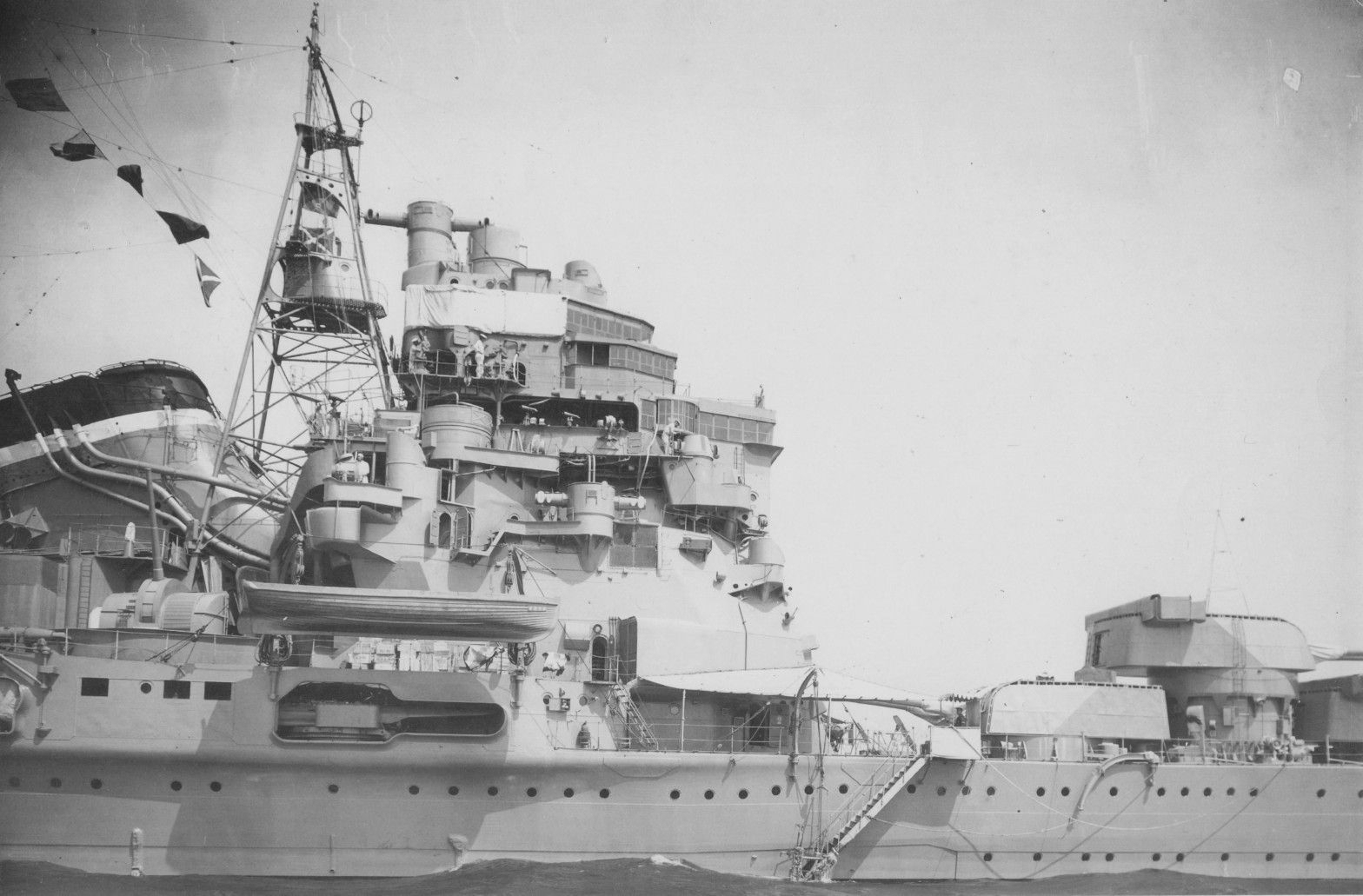
「鳥海」の艦橋

高雄型は書類上では日本で最後の一等巡洋艦（重巡洋艦）として計画建造された型でもあり、後に竣工した巡洋艦はすべて二等巡洋艦（軽巡洋艦）である。なお、一番艦の「高雄」と同時に起工した二番艦の「愛宕」の方が先に就役している。「高雄」以下の4隻とも、当初は妙高型に類別されていたが、1928年（昭和3年）11月7日付の艦艇類別等級の改正で高雄型として独立した。
基本計画主任だった平賀譲造船大佐が「妙高」の設計を最後に海外へ出張したため、平賀の後任となった藤本喜久雄造船大佐が担当した1万トン級の重巡洋艦である。妙高型の攻撃力と防御力を維持し、かつ妙高型の問題点であった居住性の悪さ（艦内容積の不足）を改善し、戦艦に次ぐ準主力艦としての高い艦隊指揮能力を付加すべく塔型艦橋を大型化した。もっとも、艦橋は防御区画を短縮するために煙突の煙路の上に艦橋が載っているというレイアウト上の理由で大型化している面も大きい。艦橋のレイアウトは下から下部艦橋、中部艦橋の両脇に機銃台、上部艦橋の両脇には1.5m測距儀が1基ずつ、羅針艦橋、防空指揮所、測的所の天蓋には主砲用一四式射撃方位盤があり、その後ろに主砲用6m測距儀が乗ると言う配置である。
妙高型との相違点は他にも魚雷発射管が被弾時の被害拡大の恐れがある中甲板から、使い勝手の良い上甲板に移されたのも特徴である。第四艦隊事件を機に、「高雄」と「愛宕」は大型化しすぎた艦上構造物の縮小工事を行い若干重心を下げている。しかし、速力や安定性等でやや妙高型に劣った。

## 主砲
主砲は、妙高型から引き続き「三年式二号 20 cm（50口径）砲」を採用している。その性能は砲口初速が870 m/s、110 kgの砲弾を仰角45度で29,400 mまで到達させる能力があった。この砲は新型のE型砲塔へ更新された。この新型砲塔は対空射撃を考慮し最大仰角は70度もあり、通常砲弾用とは別に対空砲弾用の専用の揚弾機を持っていた。俯角は前型と同じく5度である。実際にテストしてみると重すぎる砲弾のために射撃間隔が長く発射速度もお世辞にも実戦に耐えうるものではなかった。なお、イギリスもカウンティ級重巡洋艦で同様の失敗をしている。
旋回角度は単体首尾線方向を0度として1番・2番・4番・5番砲塔は左右120度で3番砲塔は120度の旋回角を持つが後方0度から20度の間は電気的に引き金を引いても発射しない。これは近接する艦橋に向けて誤発射しないためである。弾薬定数は一砲塔辺り125発で、列強の同クラス砲とほぼ同じ。発射速度は毎分3発程度、熟練の砲手により短時間ならば毎分5発が可能であった。1942年3月2日、ジャワ海で「愛宕」と「高雄」は駆逐艦「ピルスバリー」 (USS Pillsbury , DD-227) を撃沈した際には、1万メートルから斉射をはじめ、7分間で「愛宕」56発（戦闘詳報では54発）、「高雄」は118発を発射している。

### その他の備砲・雷装
高角砲は「十年式 12 cm（45口径）高角砲」を採用した。これを単装砲架で4基4門装備した。前型の単装6基から減少したのは主砲による対空攻撃を期待したものであったが、前述の通り対空戦闘を高角砲に頼らざるを得なかったため「高雄」と「愛宕」は八九式12.7cm（40口径）連装高角砲4基8門に換装、「摩耶」は主砲塔1基を撤去の上で八九式12.7cm連装高角砲6基12門を搭載、火力を向上させた。他に近接防御火器として毘式40mm（62口径）機関砲を単装砲架で2基と留式7.7mm機銃を単装砲架で2基装備されたが、発射速度も遅く有効な兵器ではなかったため、後に九六式25mm（60口径）機銃を連装砲架で4基、九三式13mm（76口径）連装機銃4基へと強化、大戦中には対空戦闘の激化により、順次九六式25mm単装機銃を増設した。
他には主砲では対応できない相手への対抗として61cm水上魚雷発射管連装4基、九〇式魚雷16本を上甲板に装備した。妙高型の片舷6射線から4射線に減少したが、予備魚雷を短時間で装填する次発装填装置を備えたことで実質的な雷撃能力は高められた。妙高型の設計時より魚雷本体の強度が改善されて上甲板からの発射が可能となり、元々艦内固定装備の雷装が被弾時に閉鎖空間内で爆風と爆炎により被害を拡大する恐れがある危険な設計であったことから、藤本は旋回式発射管を舷側から若干張り出した配置に改めたほか、予備魚雷の搭載位置には防御板を設けた。なお、「高雄」と「愛宕」は1939年（昭和14年）の改装工事で発射管を連装4基から4連装4基、搭載魚雷も新型の九三式魚雷24本に強化、「摩耶」も1944年（昭和19年）の改装で発射管を4連装4基としたが、「鳥海」は最後まで発射管を換装せず戦没した。
航空設備は第3煙突と後部主砲塔の間にカタパルト2基と水上機2機を収められる格納庫を設け、後檣の基部に搭載艇兼艦載機揚収用のデリックを1基装備したが、「高雄」と「愛宕」は改装工事で後檣を移設したことから格納庫を廃止、新たに航空甲板を設けて搭載機を露天繋止する形へと改められた。「摩耶」も後檣の移設は行われなかったものの同様の形態に改装されたほか、各艦とも大型化する搭載機に対応するため後檣基部のデリックは大型のクレーンに換装された。4番砲塔の発射方向によっては艦載機が壊れる可能性が高く、「高雄」は前述の駆逐艦「ピルスバリー」を撃沈した際に、主砲の爆風で艦載機を使用不能とした。この時「愛宕」は前部主砲塔のみで射撃を行ったため、艦載機は無事だった。同様の事故はスラバヤ沖海戦での重巡洋艦「妙高」でも発生している。根本的な解決は、後部そのものを飛行甲板とした利根型重巡洋艦まで待たねばならなかった。

## 防御

高雄型の装甲内部図

水線部装甲は4インチ (100 mm) で舷側に12度傾斜して貼る傾斜装甲方式を前型に引き続き採用している。この100mmという装甲厚は同世代の同クラス艦で10,000トン以内に収められた25mm（英）、30mm（仏）、64mm（米）、さらに条約排水長違反を承知で防御力強化をしたイタリアの70mmと比べて充分に重防御であった。
更に弾火薬庫側面は127mm装甲がおごられた。水平防御は38mm装甲を貼られ、弾薬庫上面は47mmに増厚されていた。更に水線下装甲を内側に湾曲して艦底部まで伸ばし、二層式のバルジの水中防御隔壁として仕切り、内側に25mmから9mmの水線下装甲を貼るなど可能な限り防備が追求されているものの、その高さは機関部で3.5m弾薬庫部分で2mと余り高いものではなかった。公試状態では前述の重量増加により水線上1.3mまで沈んだと伝えられる。
これらの装甲防御は性能諸元表で見ても判る通り、艦自体の防御には可能な限り重量が充てられており、対して砲塔防御には弾片防御に必要な1インチ (25 mm) で済ましているところが日本大型巡洋艦の特色となっている。これは戦闘において行動力は可能な限り維持させるが、砲打撃力は失っても構わないという割り切りと同義になっており、大型巡洋艦では普通、命中弾の発生しやすい砲塔防御には戦艦副砲装甲と同等の5インチ (130 mm) 以上（正面では8インチ (200 mm) 以上の物もある）の装甲を充てるのが常識であるのと際立った違いである。
これは、砲力に劣る日本が水雷戦隊に期待をしたため、その水雷戦隊に先んじて突撃する巡洋艦にも際立った速力（装甲重量の削減）を要求された事に起因する。そもそも水雷攻撃を志向する場合、米英の装甲厚といえども防御が成り立たないほど肉薄するため、むしろ被弾時の砲力維持を優先して設計されたのである（日本＝4回被弾しても砲塔1残存。米英＝3回の被弾で全喪）。これらの割り切りは、敵護衛艦を大口径砲で殲滅し、打撃力を失っても肉薄して敵戦艦に雷撃を敢行し、自らが倒れても後続の水雷戦隊に敵戦艦に雷撃させる盾となる、という一度戦闘を行えば勝敗にかかわらず大損害を受けやすいのを覚悟した戦術のためのベネフィットであり、極めて合目的な設計となっている（対して米巡洋艦は、極端な高速力は不要で、長距離砲戦でなら被弾を受けても損害は軽微で、準戦艦的に偵察索敵に強力な堅艦として合目的になっている）。

## 戦歴
各艦とも太平洋戦争中は各地で活躍し、多大な戦果を挙げたが4艦揃って参加したレイテ沖海戦で「高雄」以外の3艦は相次いで沈没し、唯一生き残った「高雄」もレイテ沖海戦時の修理が終わらず、終戦時はシンガポールで艦尾切断状態・行動不能だった。

## 同型艦

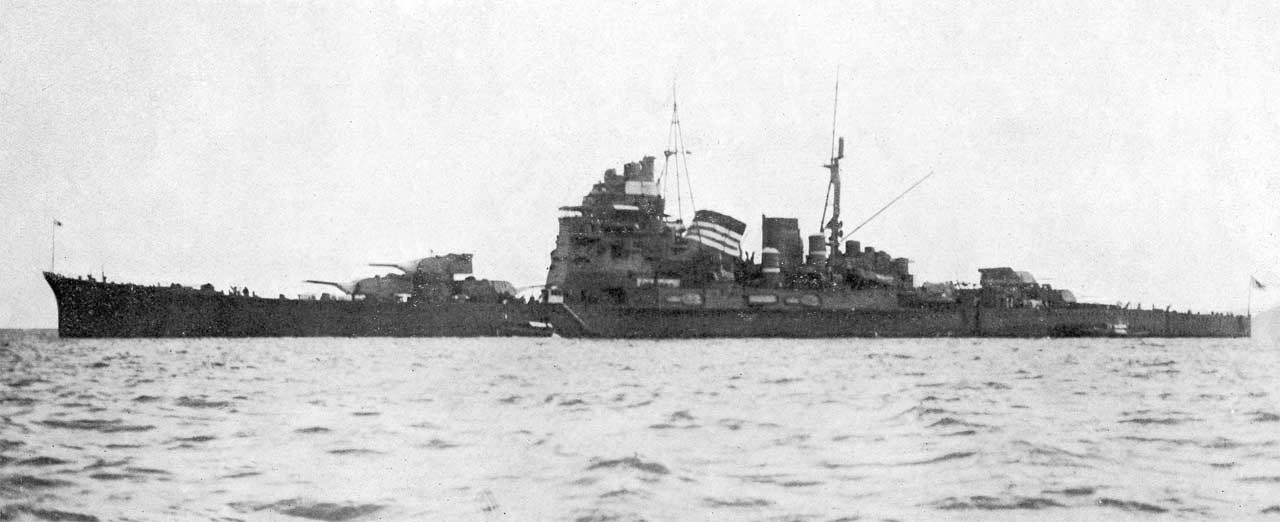
高雄
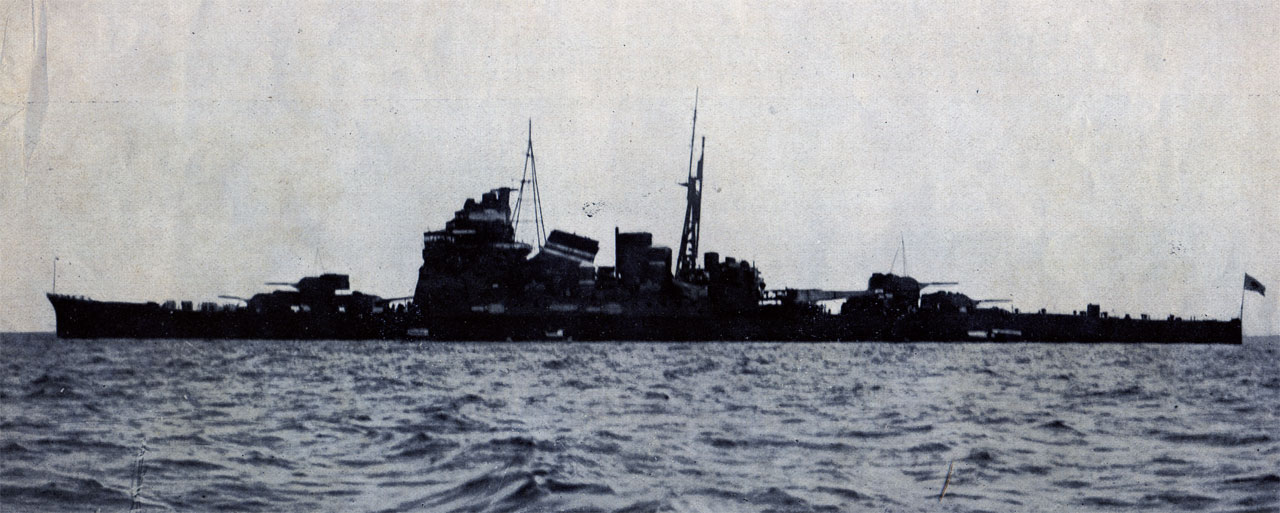
愛宕
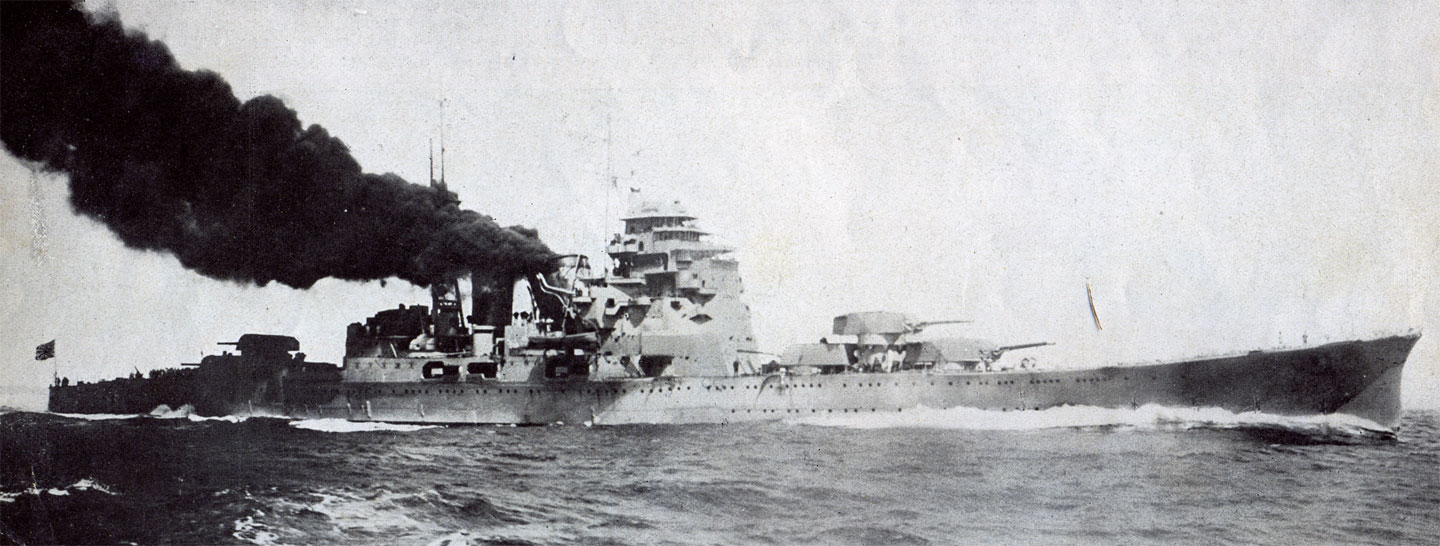
摩耶
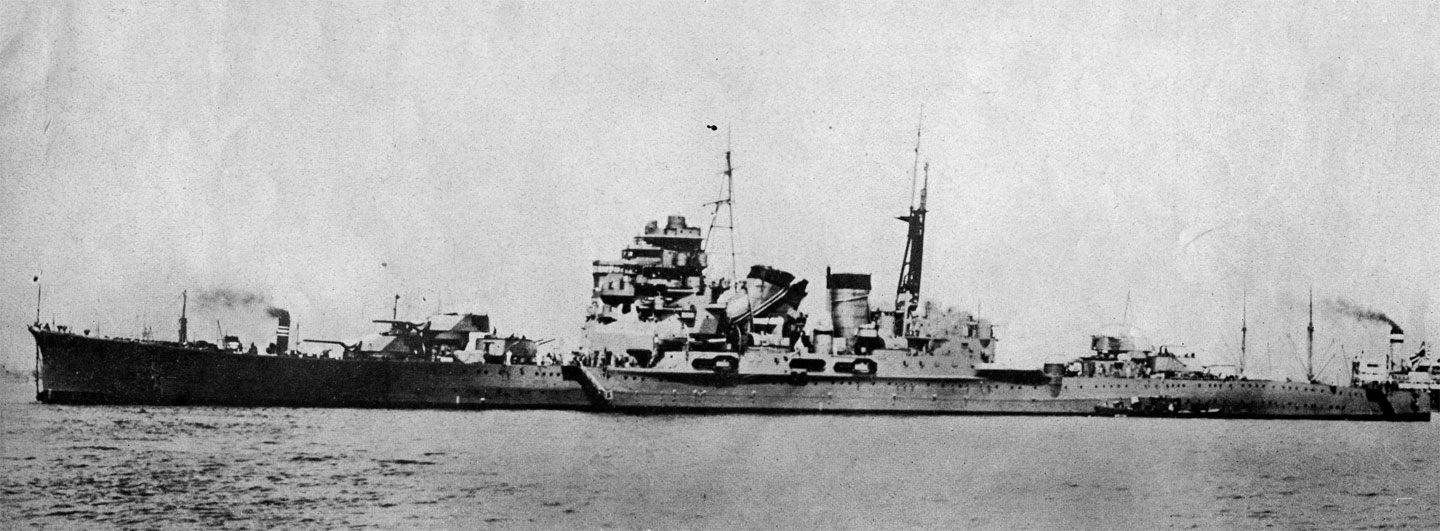
鳥海

- 高雄
- 愛宕
- 摩耶
- 鳥海

## 改高雄型重巡洋艦
改高雄型重巡洋艦とは、1930年（昭和5年）から1934年（昭和9年）の間に建造される予定であった高雄型の発展形である。1927年に米海軍が「英海軍と同数の1万トン型巡洋艦を整備する」と発表したことに対抗すべく4隻の建造を行う方針が固められていたが、ロンドン軍縮条約の締結に伴い計画は中止された。高雄型との相違点は、高角砲が最初から八九式12.7cm40口径連装砲4基にされたことと、対弾防御と水中防御が共に強化されたことが挙げられる。また装甲は強化したものの、機関は高雄型と同じ物が使用されていたため、速力が約33ノットに低下すると考えられていた。

## ミューロック丸

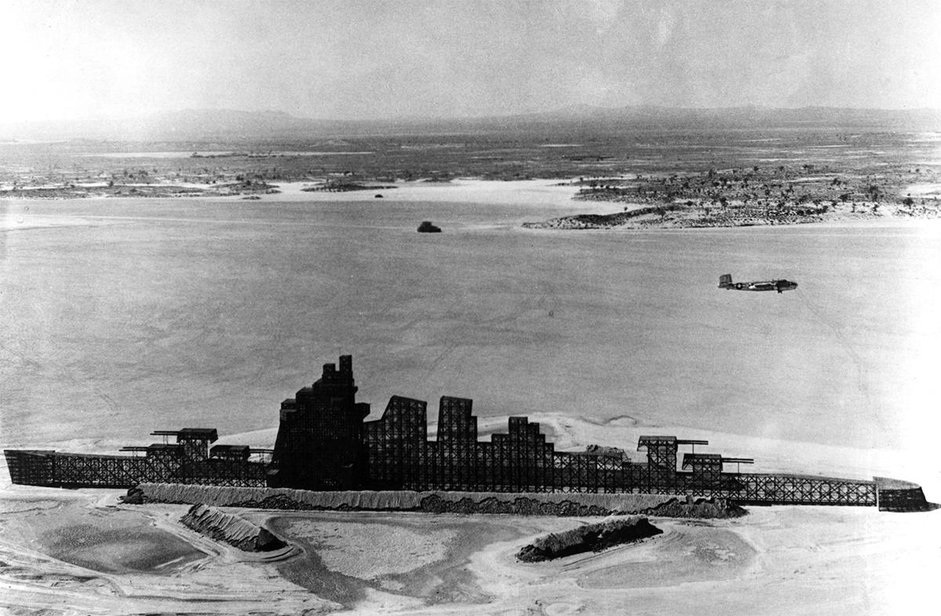
ミューロック丸の上空を航過するB-25爆撃機

アメリカ合衆国カリフォルニア州の東部、モハーヴェ砂漠のロジャース乾湖にあったアメリカ陸軍のミューロック陸軍飛行場（現・アメリカ空軍のエドワーズ空軍基地）には、高雄型を模した攻撃標的としての構造物があった。ターゲットNo799（T-799）のその構造物は、同地の名前から「Muroc Maru」（ミューロック・マル）と通称されていた。これは木材と金網で構築され、表面を暗色のタール紙で覆われていた。砂漠の乾湖に浮かぶその姿は、海を行く高雄型に酷似しており、アメリカ陸軍航空軍の飛行訓練、技術練習や試験のターゲットとして、反跳爆撃の試験などに使用された。何故、モデルとして高雄型が選ばれたのかは不明。太平洋戦争後もこの構造物は放置されていたが、1950年に空軍エドワーズ基地として長大な滑走路などの設備が増強された際に、運用を妨害する遮蔽物であることから撤去された。

## 登場作品

### 映画
『ゴジラ-1.0』
「高雄」が登場。終戦後に接収されシンガポールで自沈処分待ちだったが、1947年に日本へ向けてゴジラが接近していることを受け、その対策として急遽返還されることになる。ゴジラの襲撃を受けていた主人公たちの前に現れ、ゴジラに対して砲撃を行うも艦橋を破壊され、20.3cm砲の一斉射撃を浴びせるも潜航したゴジラに直下からの熱線を浴び爆散、轟沈する。
なお、史実の「高雄」は1946年に自沈処分されており、本来はこの時点で健在ではない。